# 濫訴
濫訴意指起訴者透過各種司法程序並不是希望得到正義伸張或仲裁，而只是想讓對手遭到擾亂或牽累，或是威逼被告進行和解並以此牟利。
濫用司法資源的議題從羅馬帝國就開始有所謂「不中傷宣誓（Culumniae jusjurandum）」的機制避免婚姻官司陷入長期的爭訟。1896年，英國也通過「濫訴法（Vexatious Actions Act）」，若證明某人常出入法院，是所謂的「訟棍」，可以禁止其提訟之權利。惡意訴訟、迂迴訴訟等方式。司法體系中有許多避免這類事情發生的設置。
在台灣，濫訴問題常常發生於檢察官對於可能嫌疑人求取過重刑罰。2017年一位檢察官投書媒體，指出台灣的司法官對於濫用刑事訴訟的人士並無良善的制度因應，導致惡性循環不斷發生，甚至曾發生三名訟棍三年內對於超過五百位有財務困難的計程車司機濫用訴訟方式行高利貸脅迫的案例。